# Cappa (cucina)

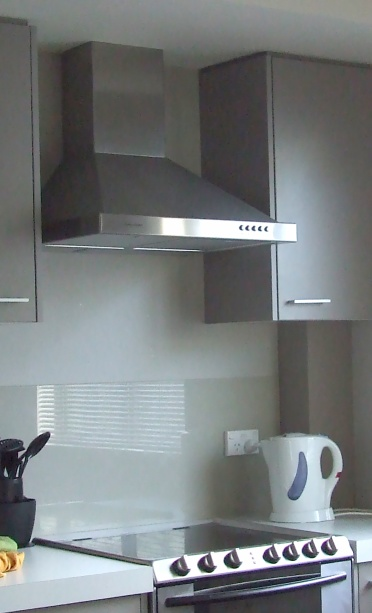
Una cappa in un appartamento

La cappa per cucina è un elettrodomestico che serve a eliminare fumi, vapori e odori sprigionati dalla cottura dei cibi e a garantire un ambiente cucina libero da sostanze inquinanti.

## Storia
La cappa ad aspirazione forzata motorizzata sostituì nelle cucine italiane quella a tiraggio naturale a partire dalla prima metà degli anni sessanta, su intuizione di Giuseppe Stopponi (della Stopponi Inox).
I primi esemplari in commercio dotati di motori elettrici erano realizzati in materiale plastico. La cappa si diffonde nelle case italiane fino a diventare elettrodomestico integrante della cucina e negli anni settanta si sviluppa a Fabriano (AN) un distretto di produzione capace di esportare in tutto il mondo. Si evolve tecnologicamente ed esteticamente negli anni a seguire, migliorando in tecnologia e design fino a divenire, nella seconda metà degli anni ottanta, un elemento di forte connotazione estetica della cucina. La tendenza contemporanea fa della cucina il centro della vita sociale della casa e gli elettrodomestici integrati si evolvono per soddisfare esigenze sempre crescenti. Il design connota sempre maggiormente la cappa: dai materiali plastici delle cappe nascoste nei pensili della cucina si passa all'acciaio e al vetro delle cappe che arredano e caratterizzano con le loro forme la cucina. L'efficacia, la silenziosità e la praticità d'uso migliorano con lo sviluppo di nuove tecnologie.

## Tipi di installazione
Le cappe si differenziano in base alla tipologia di installazione in:
- aspirante, se espelle l'aria aspirata all'esterno della cucina mediante un condotto.
- filtrante, se semplicemente filtra l'aria aspirata e la reimmette nell'ambiente cucina.

## Struttura della cappa aspirante
1. scocca
2. filtri anti grasso
3. gruppo di aspirazione
4. condotto per convogliare fumi e vapori in una canna fumaria apposita.

La cappa aspirante è più efficace.
L'efficacia della cappa aspirante può essere inficiata da condotti troppo stretti, troppo lunghi o troppo tortuosi. Confrontare sempre le specifiche del produttore.

## Struttura della cappa filtrante
1. scocca
2. filtri anti grasso
3. gruppo di aspirazione
4. filtri anti-odore

## Parametri e dimensionamento della cappa in funzione dell'ambiente
I produttori esprimono la capacità di aspirazione delle cappe con il rateo volumetrico di aspirazione (in metri cubi all'ora, {\displaystyle m^{3}/h}). Una cappa è efficace se, in prima approssimazione, ricambia l'aria dell'ambiente cucina per almeno 10 volte in un'ora. Pertanto, per conoscere la capacità di aspirazione necessaria alla cappa basta quindi moltiplicare per 10 il volume della cucina. 
Per calcolare il rateo di volume in modo più preciso occorre conoscere l'area della sorgente calda, la distanza fra la sorgente calda e la cappa, e l'altezza della veletta che circonda la cappa. In questo caso, il volume della cucina è irrilevante e si utilizzano le formule analitiche per il moto di una colonna di aria calda.

### Rumore
È opportuno scegliere una cappa che abbia una capacità di aspirazione sufficiente per il volume della cucina. È consigliabile scegliere una cappa che offra una capacità di aspirazione sufficiente con una ridotta rumorosità. Fino a 55 dB(A) di potenza sonora sviluppata, la cappa non disturba chi si trova nel locale. In genere va scelta una cappa delle dimensioni del piano cottura, ma vi sono molte eccezioni, per questo è bene confrontare sempre le indicazioni del produttore.
Per ridurre l'intensità sonora, alcuni produttori offrono dei modelli il cui motore può essere opzionalmente installato in posizione indipendente e remota rispetto alla cappa, come ad esempio all'esterno dell'abitazione o in un vano nascosto (intercapedine o controsoffitto) lungo il percorso del condotto di evacuazione dei fumi. Tale predisposizione deve prevedere la possibilità di comando remoto.

## Norme di sicurezza
Il D.M. 37/08, la normativa UNI 7129 e regolamenti ASl, stabiliscono le condizioni di aerazione delle stanze in cui ci sono piani cottura o altri apparecchi a gas e prescrive:
- un foro in entrata per l'ossigenazione dell'ambiente da praticare nella parte bassa della parete che comunica all'esterno, di superficie netta di almeno 100 cm2 (un tubo in PVC da 120 mm di diametro risulta adatto alla scopo);
- un foro in uscita per lo scarico dei fumi e dei vapori da praticare nella parte alta (circa 240 cm dal pavimento) della parete che comunica all'esterno (o in una canna fumaria dedicata esclusivamente a tale uso).

Il foro d'uscita deve essere collegato al condotto che porta l'aria della cappa all'esterno. Le norme di sicurezza prevedono, inoltre, che la cappa sia installata, in ogni caso, ad almeno 65 cm di altezza dal piano cottura, salvo diversa esplicita indicazione del produttore.

## Uso e manutenzione
È opportuno accendere la cappa un minuto prima di iniziare a cucinare per creare un flusso d'aria costante che cattura subito i fumi ed i vapori della cottura e spegnere la cappa cinque minuti dopo la fine della cottura per ultimare l'aspirazione. La capacità di aspirazione va regolata a seconda della necessità del momento.
La manutenzione dei filtri mantiene la cappa efficiente e sicura.
- I filtri anti-grasso vanno lavati ogni tre mesi salvo indicazione esplicita del produttore.

Il grasso che si deposita sui filtri è infiammabile e la corretta pulizia previene eventuali incendi.
- I filtri anti-odore al carbone attivo, presenti solo nelle cappe filtranti, vanno sostituiti ogni due mesi salvo indicazione esplicita del produttore.

Le cappe in acciaio vanno lavate con sapone neutro e panno morbido, poi sciacquate ed asciugate seguendo la satinatura dell'acciaio salvo indicazione esplicita del produttore. È buona norma utilizzare detergenti non aggressivi sulle superfici delle cappe anche qualora esse siano di materiali diversi dall'acciaio. Se non si è sicuri dell'effetto del detergente, conviene testare su una piccola area non direttamente visibile.

## Indicazioni fornite dai costruttori
I produttori sono soliti indicare alcun dati tecnici utili per scegliere la cappa adeguata. Le norme internazionali IEC 61591 e IEC 60704-2-13 stabiliscono i criteri di misurazione della capacità di aspirazione e della rumorosità delle cappe.
- La capacità d'aspirazione (o portata): si esprime in metri cubi ora (m3/h) e indica quanto volume d'aria la cappa riesce a ricambiare in un'ora. È importante per conoscere se la cappa è sufficiente per la cucina. Le norme IEC prevedono due misurazioni: una fatta all'inizio del condotto di evacuazione, l'altra alla fine di un tubo lungo due metri con una curva di 90° nel mezzo. Questa seconda misurazione simula meglio l'uso quotidiano.

- Pressione: si esprime in Pa (Pascal). Indica quanto la cappa è capace di espellere fuori l'aria aspirata. A parità di capacità d'aspirazione, la cappa con maggior pressione mantiene più efficacia se il condotto d'evacuazione è lungo e tortuoso.

- Potenza sonora: espressa in dB(A) (rif. 1pW) decibel su scala A. La potenza sonora ci permette di capire quanto la cappa può essere rumorosa durante il funzionamento. Fino a 55 dB(A) la cappa non disturba. La potenza sonora viene normalmente espressa con una grandezza di tipo logaritmico: in maniera approssimata, un aumento di 3 dB(A) corrisponde ad un raddoppio della sensibilità sonora all'udito. In questo modo, 58 dB(A) sono un livello di rumore pari a circa il doppio di 55 dB(A)

- Potenza assorbita: indicata in Watt (W). Indica la potenza elettrica della cappa in funzione.

## Maggiori produttori italiani
Una parte rilevante della produzione di cappe da cucina è italiana. 
La gran parte dei produttori è concentrata nel distretto fabrianese. I maggiori produttori sono Faber S.p.A. primo produttore a marchio proprio, Elica S.p.A., primo produttore mondiale, Airforce S.p.A., Best S.p.A e Tecnowind S.p.A..
Tra le altre aziende italiane vi sono Master srl, Falmec, SIL FIM, Baraldi, K Design, Galvamet e Barriviera.